# 曾禰厳尊
曽禰 厳尊（そね げんそん、旧字体：曾禰 嚴尊󠄁、生没年不詳）は、平安時代の甲斐国の武将、僧侶。源清光の八男。通称三郎 。通称曾禰禅師。玄尊とも。

## 略歴
曽根氏の祖。甲斐国東八代郡上曽根に屋敷を構えたとされる。

## 系譜
- 父：源清光
- 母：不詳
- 妻：不詳
  - 男子：曾根遠頼（太郎）